# August Moos
August Eugen Moos (* 10. November 1893 in Ulm; † 30. Dezember 1944 im KZ Buchenwald) war ein deutscher Erdölgeologe.

## Leben

### Jugend und Studium
August Moos war der Sohn von Martin Moos (* 1862 in Buchau; † 1896 in Ulm) und Marie geborene Thalmessinger (* 1873). Zur Familie gehörte auch Augusts Bruder Theodor (* 1896). Der Vater war ein Vetter des Schuhfabrikanten Rudolf Moos (* in Buchau), Gründer von Salamander. Die beiden Vettern waren wiederum entfernte Vettern von Albert Einstein, dessen Vater ebenfalls aus Buchau stammte.
August Moos besuchte das Königliche Gymnasium in Ulm. Als Schüler gründete er im Alter von zwölf Jahren einen Steinverein, der Fossilien sammelte, Exkursionen veranstaltete und geologische Profile anfertigte. Nach dem Abitur studierte er an der Universität und Bergakademie Berlin Geologie, Bergbau und Naturwissenschaften. Nach zwei Semestern wechselte er an die Universität München.
Bei Ausbruch des Ersten Weltkrieges meldete August Moos sich 1914 als Kriegsfreiwilliger zur Infanterie. Er wurde an der Westfront eingesetzt. Sommer 1915 erlitt er schwere Kopfverletzungen und geriet in französische Kriegsgefangenschaft. Zwischen 1917 und 1919 unternahm er mehrere Fluchtversuche. Nach seinem letzten Versuch erhielt er eine Gefängnisstrafe. Er wurde deshalb nach dem Waffenstillstand 1918 nicht entlassen. Seine Mutter bat Albert Einstein um Hilfe, dieser wiederum den französischen Politiker Paul Painlevé. Der Gefangene wurde schließlich Februar 1920 entlassen. Sein Bruder Theodor fiel im Ersten Weltkrieg als Leutnant am 27. Mai 1918.
August Moos beendete sein Studium in Tübingen. Im Frühjahr 1922 schloss er seine Dissertation Beiträge zur Geologie des Tertiärs im Gebiet zwischen Ulm an der Donau und Donauwörth mit Summa cum Laude ab.

### Familie
August Moos heiratete 1929 Beata Hamlet (* 24. Februar 1902; † 18. März 1984). Sie promovierte in München im Fachbereich Paläontologie. Das Ehepaar hatte zwei Kinder.

### Beruf
Im November 1921 trat August Moos als Geologe in die Anton Raky AG in Salzgitter ein. In Durlach bei Karlsruhe betreute er die ersten Erdölbohrungen in Baden. 1926 war er in Jugoslawien im Erdölgebiet bei Selnica auf der Murinsel. In der Türkei war er an Bohrungen nach Wasser und 1929 in der Steiermark nach Kohle beteiligt. August Moos veranlasste die ersten Erdölbohrungen in Zistersdorf. Später wurde hier erstmals Erdöl in Österreich gefördert. Oktober 1929 ließ er sich in Oedesse bei Peine nieder, um hier die norddeutschen Erdölgebiete wissenschaftlich zu bearbeiten.
1931 verließ er die Aton Raky AG und trat als Chefgeologe in die Preußische Bergwerks- und Hütten-Aktiengesellschaft ein. Er arbeitete auf dem Ölfeld in Eddesse und erweiterte es um Felder bei Fallstein, Sottorf, Etzel und Reitbrook. Ab 1936 tarnte die Preussag die Mitarbeit von August Moos, da er jüdischer Herkunft war. Januar 1938 bis Ende 1938 war er freier Gutachter für die Ilseder Hütte. Die Elwerath schickte August Moos auf Vermittlung von Alfred Bentz nach Jugoslawien, wohin er am 9. Dezember 1939 mit seiner Familie ausreisen konnte, um wieder als Geologe in der Erdölindustrie zu arbeiten. Nach Besetzung des Landes durch Deutschland musste auch hier wieder seine Arbeit getarnt werden, so wurde er Angestellter der Kroatischen Sparkasse.

### Konzentrationslager
Am 26. Juli 1944 wurden er und seine Familie verhaftet. Drei Wochen lang dauerte der Transport, er durchlief neun Gefängnisse und das SS-Zuchthaus in Prag, bis er am 18. August 1944 in Bergen-Belsen eintraf. Am 18. Oktober 1944 starb seine Mutter Marie Moos geborene Thalmessinger in dem Lager an Hunger. Am 28. November 1944 wurde er von seiner Familie getrennt und in das KZ Buchenwald deportiert, wo er am 7. Dezember 1944 registriert wurde. Hier starb er laut Sterbeurkunde am 30. Dezember 1944, „nach mündlicher Aussage der SS“ hingegen im Januar 1945. Seine Frau und seine Tochter überlebten, sein Sohn starb am 9. November 1945, wenige Monate nach der Befreiung, an den Folgen der Haft.

### Seine Familie nach 1945
Die Witwe Beata Moos, die Paläontologin war, erhielt durch Vermittlung von Alfred Bentz eine Arbeitsstelle als Bibliothekarin beim Niedersächsischen Landesamt für Bodenforschung, wo sie von Oktober 1945 bis zur Pensionierung 1967 tätig war. Sie veröffentlichte zahlreiche paläontologische Arbeiten zur Ostracoden-Forschung des Tertiärs. Seit 1947 führte sie zudem das Archiv der Deutschen Geologischen Gesellschaft, deren Ehrenmitglied sie 1971 wurde. Die Tochter wanderte in die Vereinigten Staaten aus.

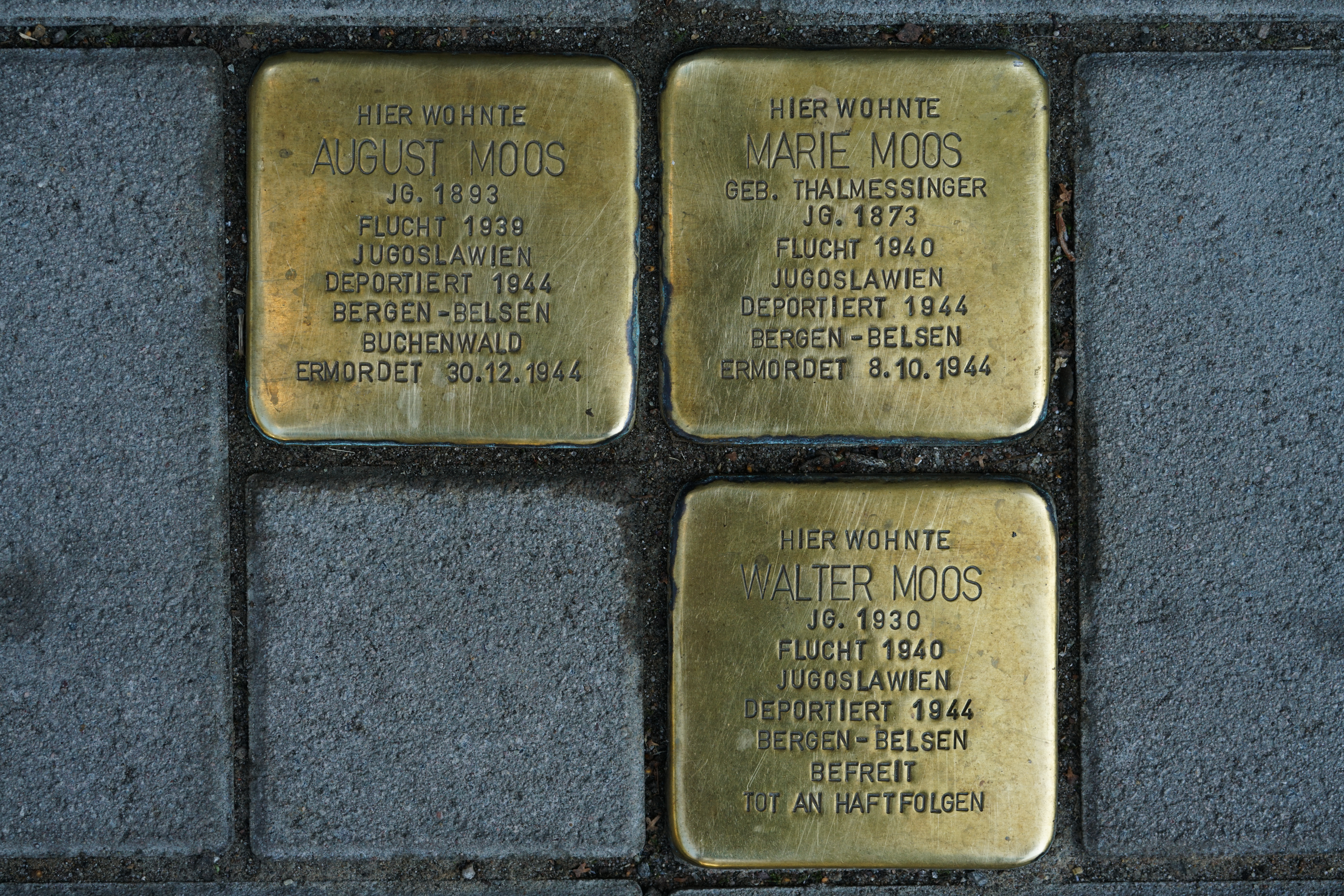
Stolpersteine für Familie Moos in Hannover

### Gedenken
Am 11. Juli 2019 wurden vor dem letzten Wohnhaus der Familie Moos in Hannover, Ferdinand-Wallbrecht-Strasse 18, durch den Künstler Gunter Demnig drei Stolpersteine für Marie, August und Walter Moos verlegt. Die Verlegung erfolgte auf Initiative des Geologen Andreas Hoppe und seiner Ehefrau sowie der Deutschen Geologischen Gesellschaft – Geologische Vereinigung.

## Schriften
- August Moos: Beiträge zur Geologie des Tertiärs im Gebiet zwischen Ulm a. d. D. und Donauwörth. In: Geogr. Jahrhundert. 37 (1924), S. 167–252 (Diese Arbeit war die erste grundlegende Darstellung über die  Graupensandrinne, einer miozänen Erosionsrinne.).
- August Moos bearbeitete einige Kapitel im 1930 erschienenen Handbuch Das Erdöl von Engler-Höfer.
- August Moos, Jenö Tausz: Spezielle Geologie des Erdöls in Europa ausschließlich Rußland. Leipzig 1930.
- August Moos: Die Erdöllagerstätten am Salzstock von Ödesse. In: Zeitschrift der Deutschen Geologischen Gesellschaft. 84 (1932), S. 465–480.[7]
- August Moos, Alfred Bentz: Deutsches Erdöl, 2. Folge. Stuttgart 1934.